# جرمی د لئون
جرمی د لئون (انگلیسی: Jeremy de León؛ زادهٔ ۱۸ مارس ۲۰۰۴) بازیکن فوتبال اهل پورتوریکو است که در حال حاضر برای باشگاه فوتبال رئال مادرید کاستیا بازی می‌کند.
وی همچنین در تیم ملی فوتبال زیر ۲۰ سال پورتوریکو بازی کرده‌است.

## دوران باشگاهی

### کاستیون
در زمستان ۲۰۲۱/۲۲ او به تیم جوانان باشگاه ورزشی کاستیون پیوست. این بازیکن پس از اینکه بهترین گلزن تیم با بیست و سه گل در سیزده بازی در لیگ زیر ۱۹ سال بود، در بهار ۲۰۲۲ مورد توجه باشگاه‌های لا لیگا بارسلونا، آلمریا و سویا قرار گرفت. مدت کوتاهی پس از آن به رئال مادرید، اتلتیکو مادرید و بتیس لینک شد. علیرغم علاقه، د لئون اولین قرارداد حرفه ای خود را با باشگاه ورزشی کاستیون در مه ۲۰۲۲ امضا کرد، قراردادی دو ساله که به موجب آن او باید تا سال ۲۰۲۴ در باشگاه باقی می‌ماند. او اولین بازی خود را برای باشگاه در همان ماه مقابل باشگاه فوتبال ویارئال بی انجام داد. ماه بعد والنسیا در حال بررسی گزینه‌های خرید قرضی این بازیکن بود که میسر نشد.

### رئال مادرید
در ۲۴ ژانویه ۲۰۲۴، باشگاه فوتبال رئال مادرید کاستیا رسماً انتقال د لئون به این باشگاه را اعلام کرد. اولین بازی او برای باشگاه فوتبال رئال مادرید کاستیا در ۲۸ ژانویه مقابل باشگاه ورزشی لینارس بود.

## دوران ملی
در سطح جوانان، د لئون نماینده پورتوریکو در مسابقات مقدماتی قهرمانی زیر ۲۰ سال کونکاکاف ۲۰۲۲ بود. او در دیدار نهایی مرحله گروهی دو گل مقابل برمودا به ثمر رساند، یک پیروزی در بازی نهایی مرحله گروهی که باعث شد پورتوریکو به مرحله حذفی مسابقات راه یابد. در همان سال او به تیم پورتوریکو برای مسابقات UNCAF زیر ۱۹ سال در سال ۲۰۲۲ در بلیز معرفی شد. او در تساوی ۳–۳ مقابل پاناما دو گل به ثمر رساند.
د لئون اولین دعوت خود را به تیم ملی بزرگسالان پورتوریکو در تابستان ۲۰۲۲ برای بازی‌های لیگ ملت‌های سی ۲۰۲۲–۲۳ دریافت کرد.